# Anders Oskar Roos
Anders Oskar Roos, född 18 maj 1812 i Gamlakarleby, död 19 februari 1849 i Himango, var en finländsk författare. Han var son till Anders Roos den yngre. 
Roos studerade under ledning av Johan Vilhelm Snellman och Eric Gustaf  Ehrström, blev student 1829 och reste utomlands för att skaffa sig insikter i affärslivet. Hans litterära intressen blev efter hand allt mera uppenbara, och i mitten av 1830-talet tillhörde han sällskapet Thalia i Stockholm (han ägde egendomen Stora Sickla utanför staden). För dess scen skrev han Johan Fleming, det första inhemska skådespelet med motiv ur Finlands historia; publicerat 1837 tillsammans med två andra stycken i volymen Thalia. Han gjorde konkurs 1845 och flyttade tillbaka till hemlandet, där han levde sina sista år som gästgivare i en nordösterbottnisk socken.